# Palatino
Monte Palatino (em latim: Collis Palatium ou Mons Palatinus; em italiano:  Palatino) é a mais central das sete colinas de Roma e uma das mais antigas partes da cidade. Ela tem uma elevação de 40 metros acima do Fórum Romano, para o qual tem vista em um dos seus lados. De outro, domina o vale ocupado pelo Circo Máximo. A partir da época de Augusto, os palácios imperiais de Roma passaram a ser construídos ali.
O seu nome é a origem etimológica da palavra "palácio", com cognatos em várias línguas (em italiano:  palazzo, em francês:  palais, em inglês:  palace, em alemão:  palast, em tcheco/checo:  palác).

## Etimologia
Segundo Lívio (59  17 a.C.– d.C.), o Monte Palácio (mons Palatium) adquiriu seu nome do assentamento arcadiano de Palâncio. Contudo, é mais provável que o nome seja derivado do substantivo palātum ("palato"). Ênio utilizou o termo uma vez para designar o "céu" e é possível que o termo tenha ligação com a palavra etrusca para céu, falad.
Outra tese é que o radical seria o mesmo do nome da deusa Pales, a quem era dedicada a antiquíssima tradição da festa da Palília ou Parília, comemorada em 21 de abril e que coincidiam com o dia da fundação da cidade. Finalmente, para outros estudiosos, a derivação do nome "Palatino" era da palavra palus, porque muitas construções dos antigos romanos eram de fato feitas sobre palafitas, mas a derivação mais lógica é a do radical Palas.

## Geografia
O Palatino é uma das colinas centrais de Roma, mas, ao contrário do Capitólio e do Aventino, é vizinha do rio Tibre, mas não está adjacente a ele. Sua altura máxima é de 51 metros acima do nível do mar. O monte apresenta dois cumes distintos separados por uma elevação: o cume central, mais alto, era conhecido como Palácio (em latim: Palatium) e o outro, que fica perto da encosta de frente para o Fórum Boário e o Tibre, era chamado de Germalo (em latim: Germalus ou Cermalus).
Antigamente, o Palatino estava ligado ao Esquilino por meio da elevação do monte Vélia, nivelada quando foi construída a via dei Fori Imperiali na década de 1930.

## Mitologia e período arcaico

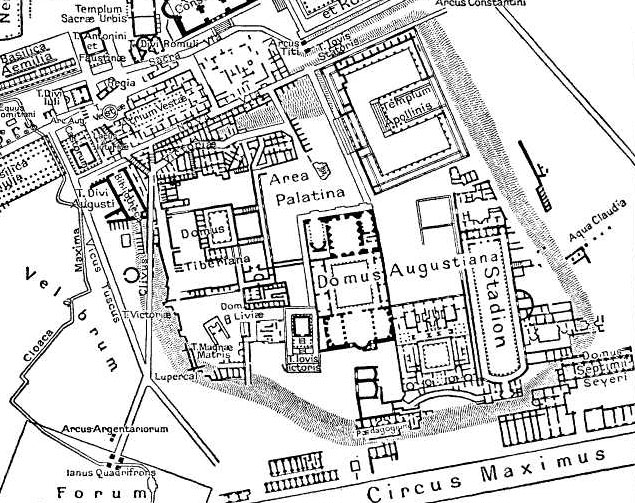
Mapa do Palatino

Conta a lenda que Roma se originou no Palatino e escavações recentes mostraram que já havia habitantes no monte em 1 000 a.C.. Foi descoberta uma pequena vila de poucos habitantes circundada por paliçadas de onde era possível controlar o curso do rio Tibre. Deste primeiro aglomerado se formou a chamada "Roma quadrada", que tem este nome por causa da forma romboide dos cumes das colinas que a delimitaram.

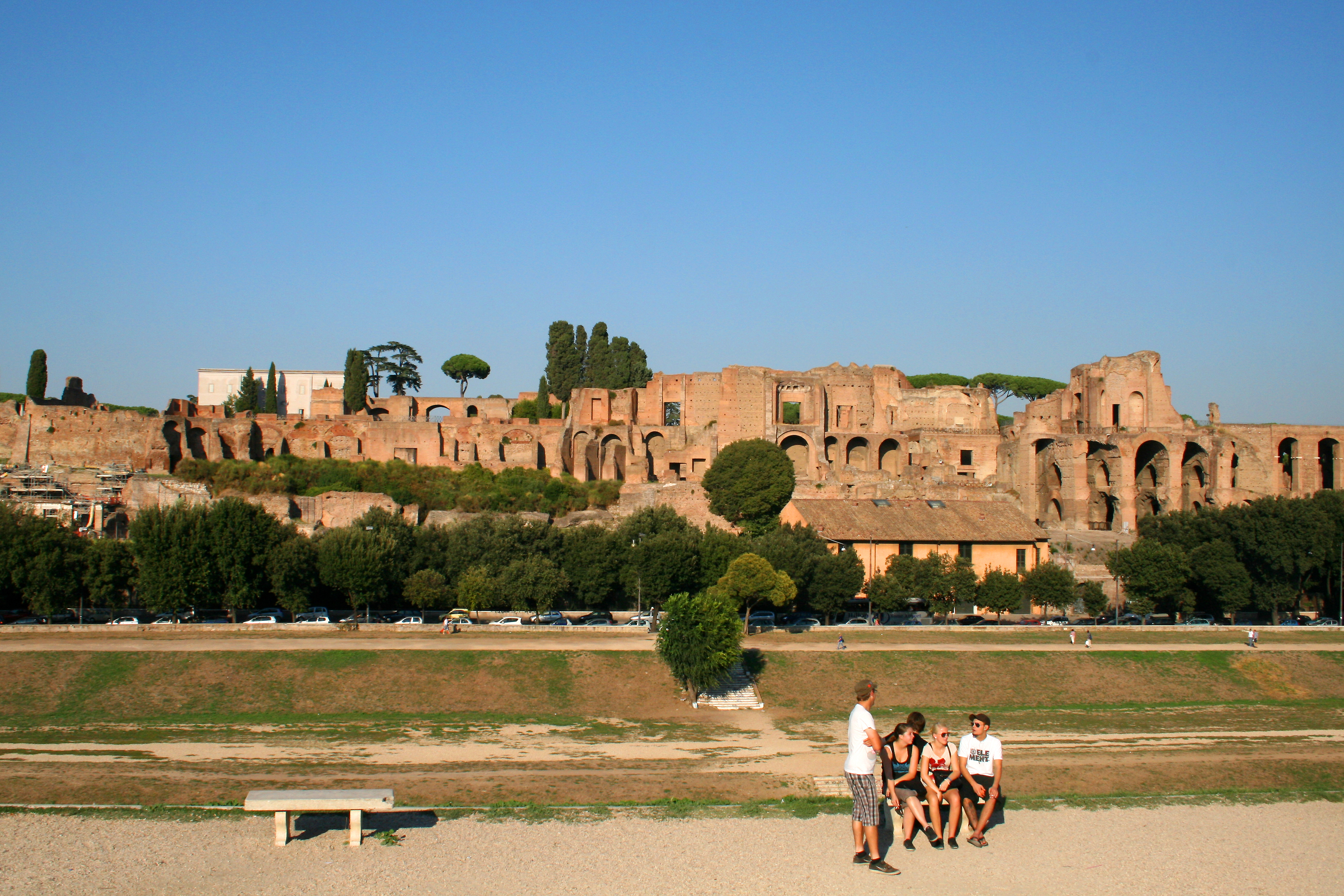
Palácio Augustano visto do Circo Máximo

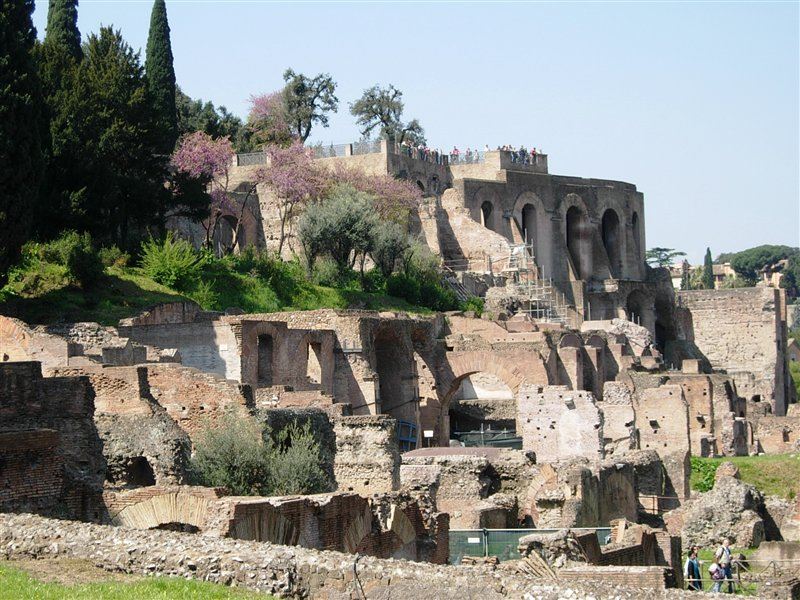
Palácio Tiberiano visto do Fórum Romano

O Palatino e seus habitantes permaneceram centrais nos sucessivos desenvolvimentos da cidade, tanto que seus dois cumes, chamados Palácio (Palatium) e Cermalo (Cermalus), estavam entre os "sete montes" originais do "Septimôncio".
Na "Eneida" e em outras fontes antigas conta-se que no Palatino viviam gregos imigrantes da Arcádia comandados por Evandro e seu filho Palas; os heróis Hércules e Eneias tiveram contato com estes arcádios. A origem desta lenda é desconhecida, mas é fato que no "panteão" dos deuses arcádios existiam divindades menores conhecidas como Evandro e Palas. É possível que esta região fosse frequentada desde tempos remotos por comerciantes e marinheiros gregos, ainda antes da colonização da Magna Grécia, como confirmam descobertas arqueológicas do século XX.
Segundo a mitologia romana, o Palatino (mais precisamente a selada que ligava o Palatino ao Capitólio, chamado Velabro) foi o local onde Rômulo e Remo foram encontrados com a loba que os amamentou na caverna conhecida como "Lupercal", possivelmente localizada em escavações recentes. Segundo esta lenda, o pastor Fáustulo encontrou os dois e, juntamente com sua esposa, Aca Larência, adotou os irmãos. Quando Rômulo, já adulto, decidiu fundar uma nova cidade, escolheu o Palatino (veja Fundação de Roma). A "Casa de Rômulo" era, na verdade, uma cabana reconstruída e restaurada muitas vezes, situada no ângulo noroeste da colina, o mesmo local onde depois seria construída a Casa de Augusto. Escavações de 1945 encontraram no local restos de cabanas da Idade do Ferro, confirmando em parte a tradição lendária.
Ali era realizada a festa da Lupercália, dedicada à mítica Loba capitolina: partindo da caverna do Lupercal, nos pés do Palatino, uma procissão de sacerdotes-lobo vestidos com peles de cabra se dirigiam ao Tibre e depois contornava a colina, chicoteando todos os que cruzavam seu caminho, especialmente as mulheres, num rito de fecundidade. A lenda dos irmãos amamentados pela loba só apareceu em versões muito posteriores desta tradição, a partir de Tácito.

## História
Roma tem suas origens no monte Palatino e escavações comprovaram que pessoas já viviam no local desde o século X a.C.. Segundo Lívio, depois da imigração dos sabinos e albanos para Roma, os romanos originais viviam no Palatino. Durante o período republicano, o Palatino foi sede de vários cultos da antiga religião romana. Particularmente importante eram os custos de Magna Mater (Cibele), importado da Ásia Menor na época da Segunda Guerra Púnica, o de Apolo e o de Vesta. Os santuários dos três foram construídos por Augusto perto de sua própria residência: Templo de Cibele, Templo de Apolo Palatino e Templo de Vesta.

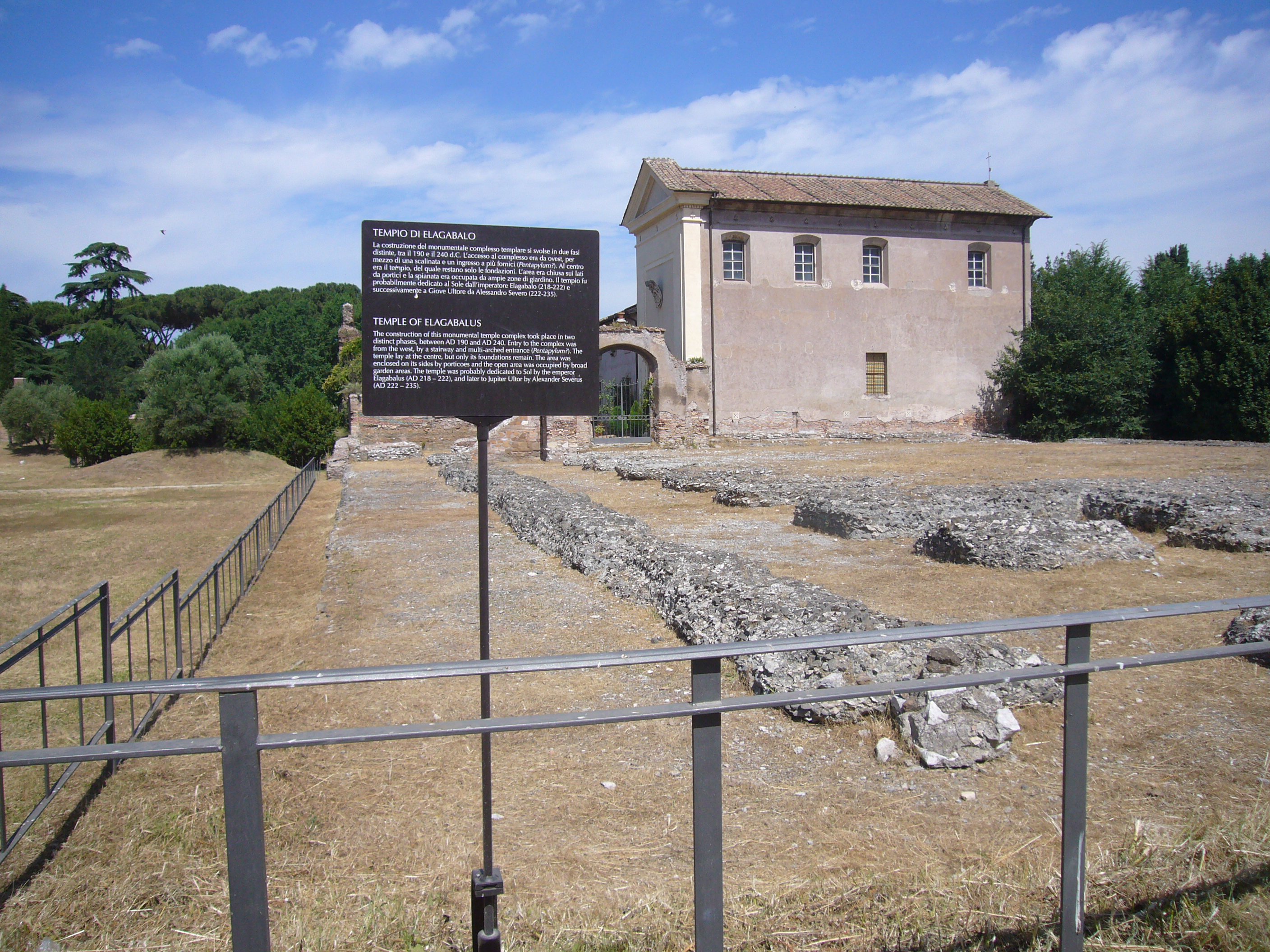
San Sebastiano al Palatino e as ruínas do Heliogabálio em primeiro plano

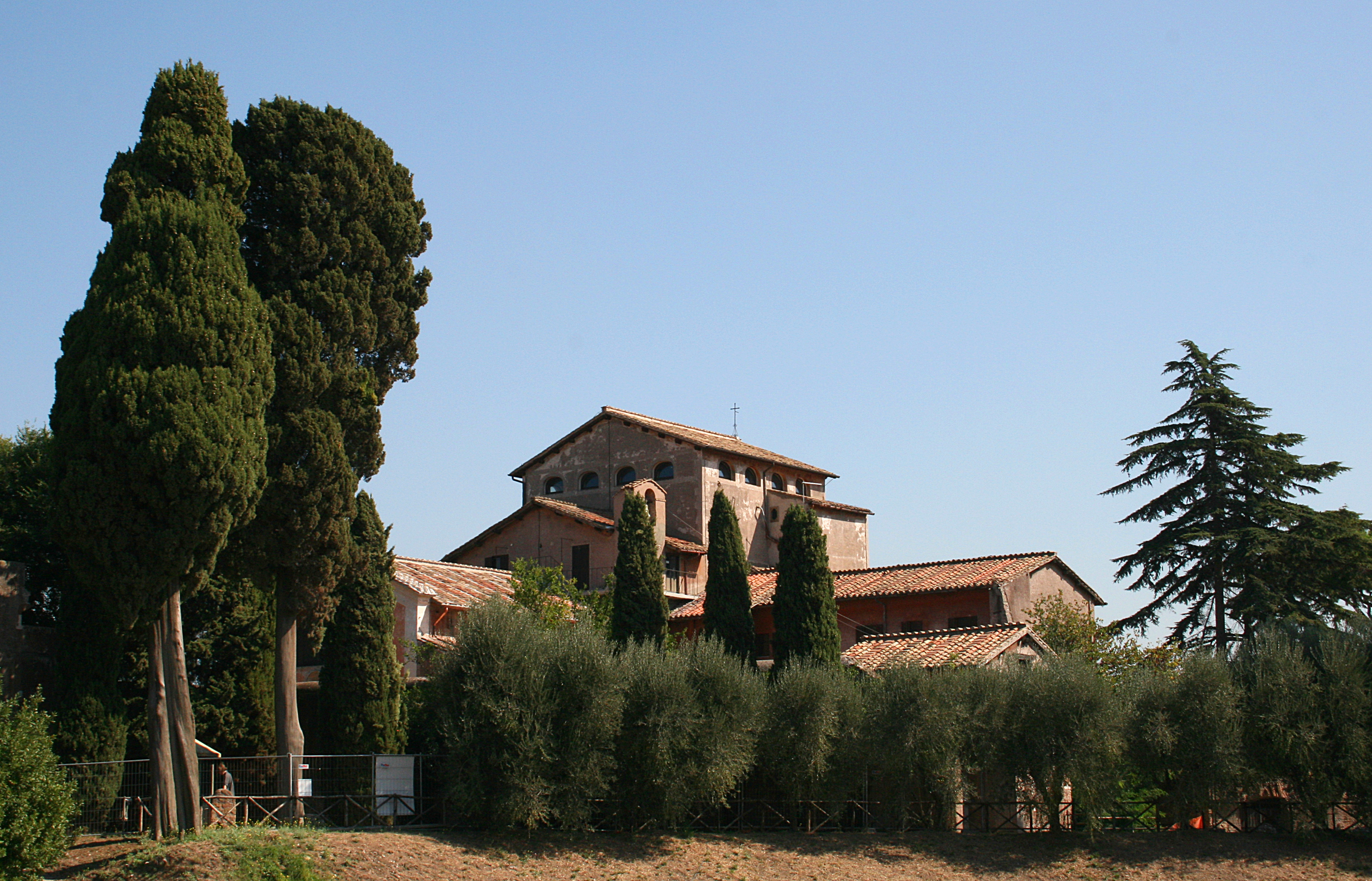
San Bonaventura al Palatino

Ainda durante o período republicano, o Palatino abrigou a residência de vários importantes membros da aristocracia romana, incluindo Marco Valério Voluso, cônsul em 505 a.C., Cneu Otávio, cônsul em 165 a.C. e ancestral de Augusto, Tibério Semprônio Graco, cônsul em 177 a.C. e pai dos dois famosos tribunos da plebe Tibério e Caio, Marco Fúlvio Flaco, cônsul em 125 a.C., Marco Lívio Druso, tribuno da plebe em 91 a.C., Cícero e seu irmão, Quinto, Tito Ânio Milão, amigo de Cícero e assassino de Clódio, que possivelmente também vivia no Palatino, Quinto Hortênsio Hórtalo, orador cuja casa foi comprada por Augusto, o triúnviro Marco Antônio e Tibério Cláudio Nero, pai biológico do imperador Tibério. Dentre tantas casas republicanas, foram recuperados restos apenas de algumas sob o Palácio Flávio, entre as quais a Casa dos Grifos e a Aula Isíaca, decoradas com importantes frescos.
Contudo, o evento fundamental na história do Palatino foi o fato de Augusto, que nasceu no Palatino, ter escolhido o local como residência, comprando primeiro a casa de Hórtalo e depois ampliando a propriedade anexando outras vizinhas: a Casa de Augusto ficava no ângulo sudoeste da colina e a Casa de Lívia, sua esposa, ficava ao lado. A partir de então, passou a ser natural que os outros imperadores também residissem no Palatino. Um depois do outro, os palácios imperiais de Tibério (Palácio Tiberiano, ampliado por Calígula), de Nero (Palácio Transitório e uma parte da Casa Dourada), dos Flávios (Palácio Flávio e o Palácio Augustano) e de Septímio Severo (Palácio Severiano e o Septizódio), foram construídos no Palatino.
Entre 375 e 379, os restos mortais de São Cesário, diácono e mártir de Terracina, foram transladados, com a ajuda do papa Dâmaso I, intro Romanum Palatium, in optimo loco, imperiali cubicolo, possivelmente um recinto no Palácio Augustano onde ficava a Villa Mills, hoje destruída. No interior do palácio foi então construído um oratório chamado San Cesareo in Palatio, o primeiro local de culto cristão oficial construído no Palatino. A obra foi um sinal óbvio da conversão dos imperadores romanos ao cristianismo, pois ele substituiu o larário doméstico dos antigos imperadores pagãos e assumiu a função de uma verdadeira capela palatina. Ali eram depositadas as imagens que os novos imperadores romanos, eleitos em Constantinopla, enviavam a Roma (e também para as demais cidades do império).
No final do período imperial, o monte Palatino estava completamente tomado por um único complexo de edifícios e jardins imperiais de uso exclusivo dos imperadores e de sua corte. A partir de então, a palavra palatium passou a indicar também o "palácio" por excelência, primeiro para indicar a residência imperial e depois, através de todas as línguas europeias, as residências de reis e monarcas.
Do século XVI em diante, o monte Palatino passou a ser propriedade da família Farnésio e foi ocupado pelos chamados "Jardins Farnésios", hoje conservados parcialmente sobre os restos do Palácio Tiberiano. No cume da colina, entre o Palácio Flávio e o Augustano, foi instalada uma vila no final do século XVI conhecida como villa Stati Mattei, adquirida por volta de 1830 pelo escocês Charles Mills, que criou no local uma incrível vila neogótica. No final do século XIX, um convento foi construído na villa, demolido a partir de 1928 para permitir as escavações no local. No único edifício remanescente, foi criado o Museu do Palatino, que expõe para os visitantes descobertas relativas ao Palatino.
As escavações arqueológicas intensivas no Palatino começaram no século XVIII e culminaram no final do século XIX, depois que Roma foi proclamada capital do recém-fundado Reino da Itália. As descobertas continuaram durante todo o século XX, incluindo a Casa de Augusto, e XXI, como a recente descoberta de um ambiente subterrâneo, possivelmente o Lupercal. O Palácio Tiberiano ainda não foi escavado.

## Monumentos

### Ruínas romanas
- Cabanas do Palatino
- Lupercal
- Scalae Caci
- Templo de Apolo Palatino
- Templo de Cibele
- Heliogabálio
- Templo de Juno Sóspita
- Templo de Vesta
- Templo da Vitória
- Casa de Lívia
- Casa de Augusto
- Casa dos Grifos
- Aula Isíaca
- Palácio Tiberiano
- Palácio Transitório
- Palácio Flávio
- Palácio Augustano (ou "de Domiciano")
- Aula Régia
- Estádio Palatino
- Palácio Severiano
- Septizódio

## Notas

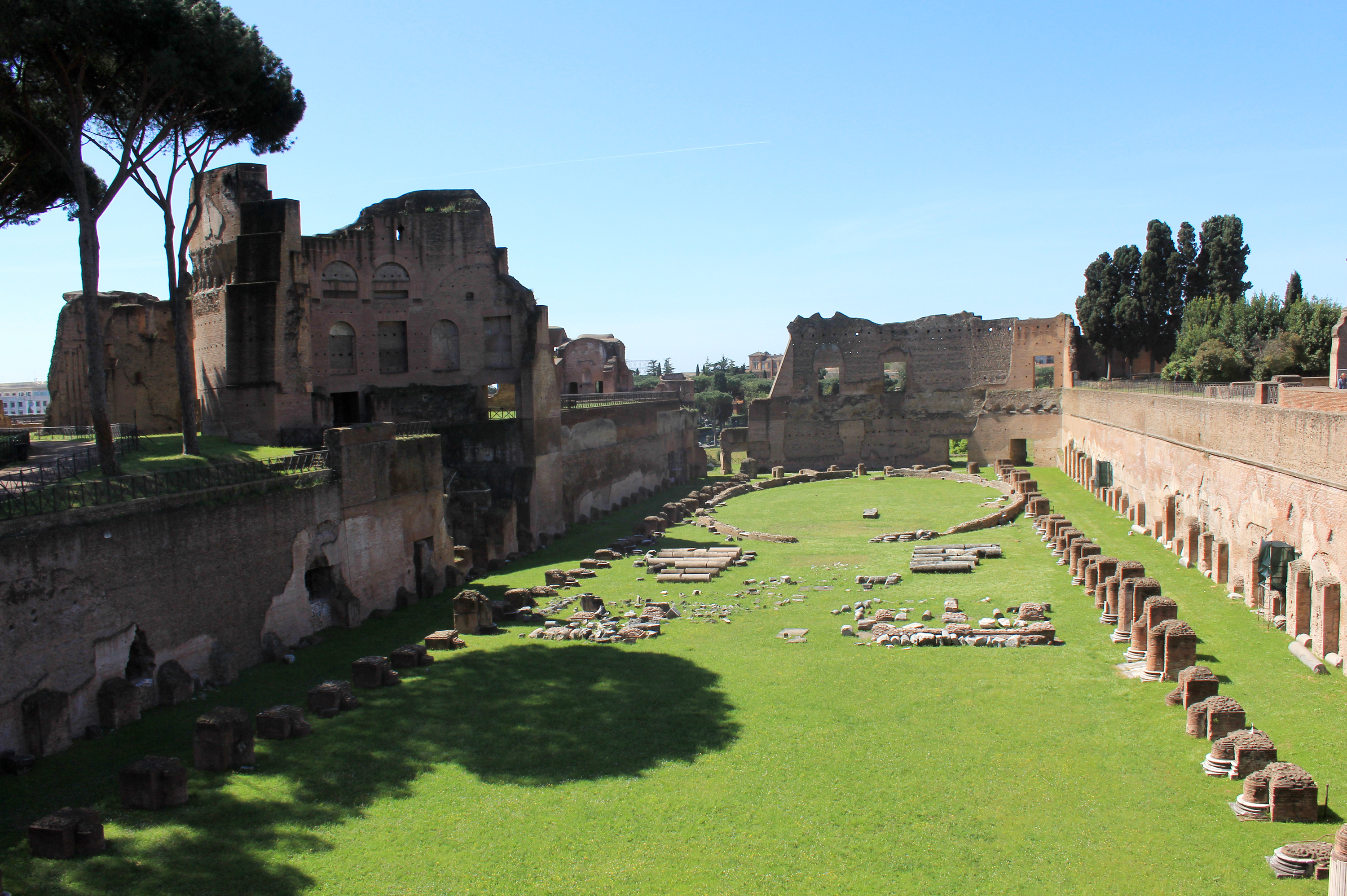
Estádio Palatino, parte do Palácio Augustano

### Posteriores
- San Cesareo in Palatio
- Sant'Anastasia al Palatino
- San Bonaventura al Palatino
- San Teodoro al Palatino
- Jardins Farnésios
- Museu Palatino